# Zafer Partisi
Die Zafer Partisi (Kurzbezeichnung: ZP; türkisch für: „Partei des Sieges“) ist eine 2021 gegründete nationalistische Partei in der Türkei.

## Geschichte
Gründer der Partei ist Ümit Özdağ, ehemaliger Politiker der Partei der Nationalistischen Bewegung (MHP) und zuletzt der İyi Parti, der im November 2020 nach wiederholten Streitigkeiten mit der Parteiführung aus der Partei ausgeschlossen wurde. Etwa zwei Monate später wurde der Parteiausschluss vom 1. Amtsgericht Ankara für nichtig erklärt und schlussendlich trat Özdağ im März 2021 aus der Partei aus. Zu dieser Zeit wurde auch bekannt, dass er bereits in der Planung einer Parteigründung war und zunächst wurde die sogenannte Ayyıldız Hareketi (türkisch für „Mondstern-Bewegung“) als (Jugend-)Organisation gegründet, aus der sich schließlich am 26. August 2021 die Zafer Partisi bildete.

## Ausrichtung
Ein Hauptinhalt der Parteipolitik bezieht sich auf eine Änderung der Politik der Türkei bezüglich der Flüchtlinge im Land – insbesondere aus Syrien und Afghanistan, welche bei einer Regierungsbeteiligung umgehend in ihre Heimatländer zurückgeschickt werden sollen. Des Weiteren prangert die Partei die Korruption in der Türkei an, ausgehend von Präsident Erdoğan und der AKP, wie auch die Wirtschafts- und Bildungspolitik der Regierung. Das Parteimotto lautet Bilim, Birlik, Barış (türkisch für „Wissenschaft, Einheit, Frieden“).